# Christine Nyatanyi
Christine Nyatanyi (Ruanda, 16 de juliol de 1965 - 26 de setembre de 2011) va ser una economista i política de Ruanda ue va ocupar el càrrec de Ministre d'Estat per Govern Local responsable d’Afers Socials des d'octubre de 2003 fins a la seva mort al setembre de 2011.
Va estudiar a la Universitat Nacional d'Economia de Khàrkiv, a Khàrkiv, Ucraïna, on s'hi va graduar amb un with a Bachelor of Economics el 1987. Aleshores va estudiar a l' Institut d'Economia Nacional d'Odessa, on s'hi va graduar el 1991 en planificació industrial.
Després del genocidi de Ruanda de 1994, Nantanyi va treballar en el "departament de rastreig" del Comitè Internacional de la Creu Roja (CICR), a Goma (República Democràtica del Congo) i a Nairobi (Kenya). En 1997 va ser nomenada oficial de projecte al "Consell Flamenc per als Refugiats", amb seu a Brussel·les. A l'octubre de 2003, va ser nomenada Ministra d'estat per Govern Local responsable d'Afers Socials del govern de Ruanda, on va servir fins a setembre de 2011.
Nyatanyi va morir el 26 de setembre de 2011, a l'Hospital Universitari Saint-Luc University de Brussel·les, després d'un llarg tractament. El seu cos fou enviat a Kigali a bord de Brussels Airlines el dissabte, 1 d'octubre de 2011. Després d'un període d'exposició al Parlament, i una missa de rèquiem a l'Església Regina Pacis de Remera, un suburbi de Kigali, el seu cos va rebre un funeral estatal. Va ser enterrada al "Cementiri de Rusororo", Kabuga, el dilluns 3 d'octubre de 2011.
Les Nacions Unides van atorgar un premi a Christine Nyatanyi, el 2008, en reconeixement del seu servei públic i la seva rendició de comptes en el programa nacional de Ruanda Ubudehe’.